# Bronzefruchttaube
Die Bronzefruchttaube (Ducula aenea), gelegentlich auch Glanzfruchttaube oder Erzfruchttaube genannt, ist eine Art der Taubenvögel. Sie kommt in mehreren Unterarten in Südostasien vor.

## Erscheinungsbild
Die Bronzefruchttaube ist eine verhältnismäßig große Fruchttaube. Sie erreicht eine Körperlänge zwischen 38 und 45 Zentimetern und wiegt zwischen 450 und 545 Gramm. Sie entspricht damit etwa der Größe einer Ringeltaube, ist aber verglichen mit dieser kompakter gebaut. Der Kopf ist auffällig flach und langgestreckt. Der Geschlechtsdimorphismus ist nur gering ausgeprägt. Weibchen unterscheiden sich von den Männchen durch ein weniger stark schillerndes Gefieder.
Kopf, Hals und Körperunterseite der Bronzefruchttaube sind hellgrau bis hellgraurosa. Der Mantel sowie der Rücken und die Flügeldecken sind grün und schillern bronzefarben. Die Unterschwanzdecken sind dunkelbraun. Der Schnabel ist blaugrau und die Iris ist wie der nackte, unbefiederte Augenring rot.

## Verbreitungsgebiet
Bronzefruchttauben kommen in Indien, Thailand, Kambodscha, Laos, Vietnam, den Andamanen, Nikobaren, Burma und auf verschiedenen indonesischen und philippinischen Inseln wie Java, Flores, Pantar, Alor, Sulu-Archipel, Palawan, Dumaran, Balabac, Sulawesi, Sula-Inseln, Enggano-Inseln und den Talaud-Inseln vor. Die Bronzefruchttaube ist eine anpassungsfähige Taubenart, die unterschiedliche Waldtypen nutzt. Sie kommt auch an Waldrändern sowie in Mangrovensümpfen vor. Bevorzugter Lebensraum sind immergrüne Wälder in Tieflandregionen.

## Verhalten
Wie die meisten Fruchttauben ist auch die Bronzefruchttaube eine überwiegend baumbewohnende Art. Sie frisst verschiedene Früchte und Beere und verschluckt auch verhältnismäßig große Früchte wie wilde Feigen oder wilde Muskatnüsse. Das Nest ist nur sehr flüchtig gebaut und besteht aus wenigen Ästen und Zweigen. Die Balz der Bronzefruchttaube erinnert an die Balz der Ringeltaube. Das Männchen fliegt von einem Ast ab und schwingt sich zunächst mit kräftigen Flügelschlägen empor und gleitet dann wieder zum Ausgangspunkt zurück. Das Gelege umfasst ein Ei. Die Brutdauer beträgt 18 Tage. Die Nestlinge verlassen in einem Alter von etwa 20 Tagen das Nest.

## Haltung in menschlicher Obhut
Die Bronzefruchttaube wurde bereits 1838 im Zoo von Amsterdam gezeigt. Die Erstzucht gelang 1901 im Zoo von London. Bronzefruchttauben werden verhältnismäßig häufig gehalten. Sie sind allerdings gegenüber anderen großen Taubenarten unverträglich. Eingewöhnte Tiere können verhältnismäßig alt werden. So wurde eine Bronzefruchttaube, die im Berliner Zoo gehalten wurde, 13 Jahre alt.

## Belege